# شهرستان جودیت بیسین (مونتانا)
شهرستان جودیت بیسین، مونتانا (به انگلیسی: Judith Basin County, Montana) یک سکونتگاه مسکونی در ایالات متحده آمریکا است که در ایالت مونتانا واقع شده‌است.

## خصوصیات
شهرستان جودیت بیسین ۴٬۸۴۵٫۸۹ کیلومترمربع مساحت دارد.